# Pulau Legundi
Pulau Legundi är en ö i Indonesien.   Den ligger i provinsen Lampung, i den västra delen av landet, 180 km väster om huvudstaden Jakarta. Arean är 20,2 kvadratkilometer.
Terrängen på Pulau Legundi är lite kuperad. Öns högsta punkt är 337 meter över havet. Den sträcker sig 5,8 kilometer i nord-sydlig riktning, och 8,8 kilometer i öst-västlig riktning.